# Gheorghe Albu (Politiker)
Gheorghe Albu (* 19. Juni 1954 in Finta, Kreis Dâmbovița) ist ein rumänischer Politiker der Front zur Nationalen Rettung FSN (Frontul Salvării Naționale), Demokratischen Partei PD (Partidul Democrat) sowie der Demokratisch-Liberalen Partei PD-L (Partidul Democrat Liberal), der von 1990 bis 1992 sowie erneut zwischen 1996 und 2012 Mitglied der Abgeordnetenkammer (Camera Deputaților) war. 1992 war er einige Monate Staatssekretär im Ministerium für Handel und Tourismus.

## Leben
Gheorghe Albu begann nach dem Schulbesuch ein Studium an der Fakultät für Handel der Wirtschaftsakademie Bukarest ASE (Academia de Studii Economice din București) und schloss dieses 1982 mit einem Doktor der Wirtschaftswissenschaften mit dem Schwerpunkt Handel und Dienstleistung ab. Im Anschluss war er zwischen 1982 und 1990 als Ökonom bei dem Unternehmen ICS in Fieni tätig. Am 18. Juni 1990 wurde er für die Front zur Nationalen Rettung FSN (Frontul Salvării Naționale) im Wahlkreis Nr. 16 Dâmbovița erstmals Mitglied der Abgeordnetenkammer (Camera Deputaților) und gehörte dieser bis zu seinem Mandatsverzicht am 25. Mai 1992 an. Er war in dieser Zeit Mitglied des Ausschusses für Industrie und Dienstleistungen. Zuvor hatte er am 7. Mai 1992 das Amt als Staatssekretär im Ministerium für Handel und Tourismus im Kabinett Stolojan übernommen und übte diese Funktion bis zum 19. November 1992 aus.
Nachdem er zwischen 1992 und 1996 Parlamentarischer Berater sowie Lektor an der Wirtschaftsakademie Bukarest war, wurde Albu 1996 für die Demokratische Partei PD (Partidul Democrat), die er 1993 mitgegründet hatte, im Wahlkreis Nr. 40 Vrancea wieder zum Mitglied der Abgeordnetenkammer gewählt. Er war zunächst bis September 1998 wieder Mitglied des Ausschusses für Industrie und Dienstleistungen sowie im Anschluss Mitglied des Ständigen Büros der Abgeordnetenkammer und schließlich im September 2000 Quästor des Ständigen Büros. 2000 wurde er für die PD im Wahlkreis Nr. 16 Dâmbovița wieder zum Mitglied der Abgeordnetenkammer gewählt und war dort bis Februar 2003 erneut Mitglied des Ausschusses für Industrie und Dienstleistungen und danach zwischen Februar und September 2003 erst wieder Mitglied sowie von September 2003 bis Februar 2004 erneut Quästor des Ständigen Büros der Abgeordnetenkammer. Im Anschluss war er von Februar bis September 2004 Sekretär und schließlich zwischen September und Dezember 2004 Vizepräsident der Abgeordnetenkammer.
Bei den Wahlen am 28. November 2004 wurde Gheorghe Albu im Wahlkreis Nr. 16 Dâmbovița abermals zum Mitglied der Abgeordnetenkammer gewählt. Er war zunächst wieder Mitglied des Ausschusses für Industrie und Dienstleistungen und wurde im März 2005 Mitglied des Ausschusses für Menschenrechte, Religionen und nationale Minderheiten. Er war zwischen Februar 2005 und Februar 2007 erst Mitglied und danach zwischen Februar 2007 und September 2007 erneut Sekretär des Ständigen Büros der Abgeordnetenkammer, ehe er zwischen September 2007 und September 2008 abermals Mitglied war. Nachdem im Dezember 2007 die PD mit der Partidul Liberal Democrat PLD (Liberaldemokratischen Partei) unter Theodor Stolojan zur Partidul Democrat Liberal PD-L (Demokratisch-Liberale Partei) fusionierte, wurde er Mitglied der neuen PD-L-Fraktion. Zuletzt war er in dieser Legislaturperiode zwischen September und Dezember 2008 erneut Quästor der Abgeordnetenkammer. Innerhalb der PDL fungierte er zeitweise als Schatzmeister, Sekretär, Vizepräsident sowie als Präsident der Nationalen Revisionskommission der Partei.
Albu wurde bei den Wahlen am 30. November 2008 im Wahlkreis Nr. 16 Dâmbovița für die PD-L wiederum zum Mitglied der Abgeordnetenkammer gewählt. In dieser Legislaturperiode war er durchgängig von Dezember 2008 bis Oktober 2012 Mitglied des Ständigen Büros der Abgeordnetenkammer. Er übernahm zwischen Dezember 2008 und Februar 2009 den Posten als stellvertretender Vorsitzender der PD-L-Fraktion und wurde des Weiteren im April 2011 Mitglied des Ausschusses für Gesundheit und Familie. Zuletzt fungierte er zwischen September und Oktober 2012 wieder als Quästor der Abgeordnetenkammer. Im Oktober 2012 trat er aus der Partidul Democrat Liberal aus.
Albu ist verheiratet und Vater zweier Kinder.

## Weblink
- Lebenslauf auf der Homepage der Abgeordnetenkammer